# Macronicophilus
Macronicophilus (лат.) — род губоногих многоножек (Chilopoda), единственный в составе семейства Macronicophilidae из отряда геофилы (Geophilomorpha). Включает 4 вида. Эндемики Южной Америки (Бразилия, Венесуэла, Колумбия, Эквадор). Питаются разнообразными мелкими членистоногими. Усики 14-члениковые. Оцеллии отсутствуют. Ранее включалось в состав семейства Gonibregmatidae. До недавнего времени (почти век) род оставался монотипичным.
Количество сегментов, несущих ноги варьирует от 39 до 61. Размеры от 1 до 3 см.
- Macronicophilus Silvestri, 1909[4]
  - Macronicophilus abbreviatus Pereira, Foddai & Minelli, 2000  — Бразилия[2]
  - Macronicophilus ortonedae Silvestri, 1909 — Колумбия, Эквадор[5]
  - Macronicophilus unguiseta Pereira, Foddai & Minelli, 2000  — Бразилия[2]
  - Macronicophilus venezolanus Pereira, Foddai & Minelli, 2000 — Венесуэла[2]